# Caloplaca ludificans
Caloplaca ludificans är en lavart som beskrevs av Arup. Caloplaca ludificans ingår i släktet orangelavar och familjen Teloschistaceae.   Inga underarter finns listade i Catalogue of Life.